# Apple Intelligence
Apple Intelligence är ett system för artificiell intelligens utvecklat av Apple Inc. Systemet bygger på en kombination av lokal bearbetning på enheten och serverbaserad bearbetning. Det presenterades den 10 juni 2024 under Apples utvecklarkonferens WWDC, samtidigt som operativsystemen iOS 18, iPadOS 18 och macOS Sequoia introducerades. Apple Intelligence är en inbyggd funktion i dessa.Tjänsten är gratis för alla användare med enheter som har stöd för funktionen. 
Den första versionen blev tillgänglig för utvecklare och beta-testare den 29 juli 2024, på amerikansk engelska, som en del av betaversionerna för utvecklare av iOS 18.1, macOS 15.1 och iPadOS 18.1. Delar av funktionerna släpptes den 28 oktober 2024, och med kontinuerlig lansering planerad under 2025. Den 11 december 2024 fick engelska versioner anpassade för Storbritannien, Irland, Australien, Kanada, Nya Zeeland och Sydafrika stöd för Apple Intelligence. Den 31 mars 2025 utökades språkutbudet ytterligare i samband med lanseringen av iOS 18.4, macOS 15.4 och iPadOS 18.4. Då tillkom stöd för engelska för Indien och Singapore, samt förenklad kinesiska, franska, tyska, italienska, japanska, koreanska, portugisiska, spanska och vietnamesiska. Vid samma tidpunkt blev Apple Intelligence även tillgängligt i hela Europeiska unionen.  Dessutom fick Apples headset Apple Vision Pro stöd för tekniken, men än så länge är det endast tillgängligt på amerikansk engelska för just den enheten.

## Modeller
Apple Intelligence består av två delar: en modell som körs direkt på enheten, och en molnbaserad modell som körs på servrar – huvudsakligen med Apple Silicon-hårdvara. Båda modellerna bygger på en generell basmodell, tillsammans med flera så kallade adaptermodeller som är specialiserade på specifika uppgifter. Dessa kan innefatta textsammanfattning eller justering av tonläge.
Enligt en utvärdering som Apples avdelning för maskininlärning har gjort, presterade grundmodellen för lokal körning bättre än eller lika bra som jämförbara små modeller från Mistral AI, Microsoft och Google. Den serverbaserade grundmodellen presterade bättre än OpenAI:s GPT-3 och nådde ungefär samma nivå som GPT-4.
Apples molnmodeller körs på en Private Cloud Compute-modell, som är utvecklad med starkt fokus på användarens integritet och fullständig kryptering från början till slut. Till skillnad från andra generativa AI-tjänster, som ChatGPT som använder tredjepartsservrar, körs Apple Intelligence uteslutande på Apples egna servrar med specialbyggd Apple Silicon-hårdvara, skapad för att möjliggöra totalsträckskryptering. Systemet har också utformats så att programvaran som körs på dessa servrar ska vara identisk med den som kan verifieras av oberoende forskare. Om en Apple-enhet upptäcker att serverns programvara inte stämmer överens med den verifierbara versionen, vägrar enheten att ansluta till servern.

## Funktionalitet och egenskaper

### Skrivverktyg
Apple Intelligence innehåller skrivverktyg som drivs av stora språkmodeller (LLM). Med dessa verktyg kan markerad text rättas, skrivas om eller göras mer vänlig, kortfattad eller professionell – liknande de AI-baserade skrivfunktionerna i Grammarly. Skrivverktygen kan även användas för att skapa sammanfattningar, lyfta fram nyckelpunkter samt generera tabeller och listor utifrån en artikel eller annan text. I iOS 18.2 och macOS 15.2 fick skrivverktygen en inbyggd ChatGPT-integration via funktionerna Compose och Describe your change. Funktionen har kopierats av Xiaomi, och ett PC-program med öppen källkod erbjuder liknande funktionalitet för Windows, Linux och äldre Mac-datorer.

### Image Playground

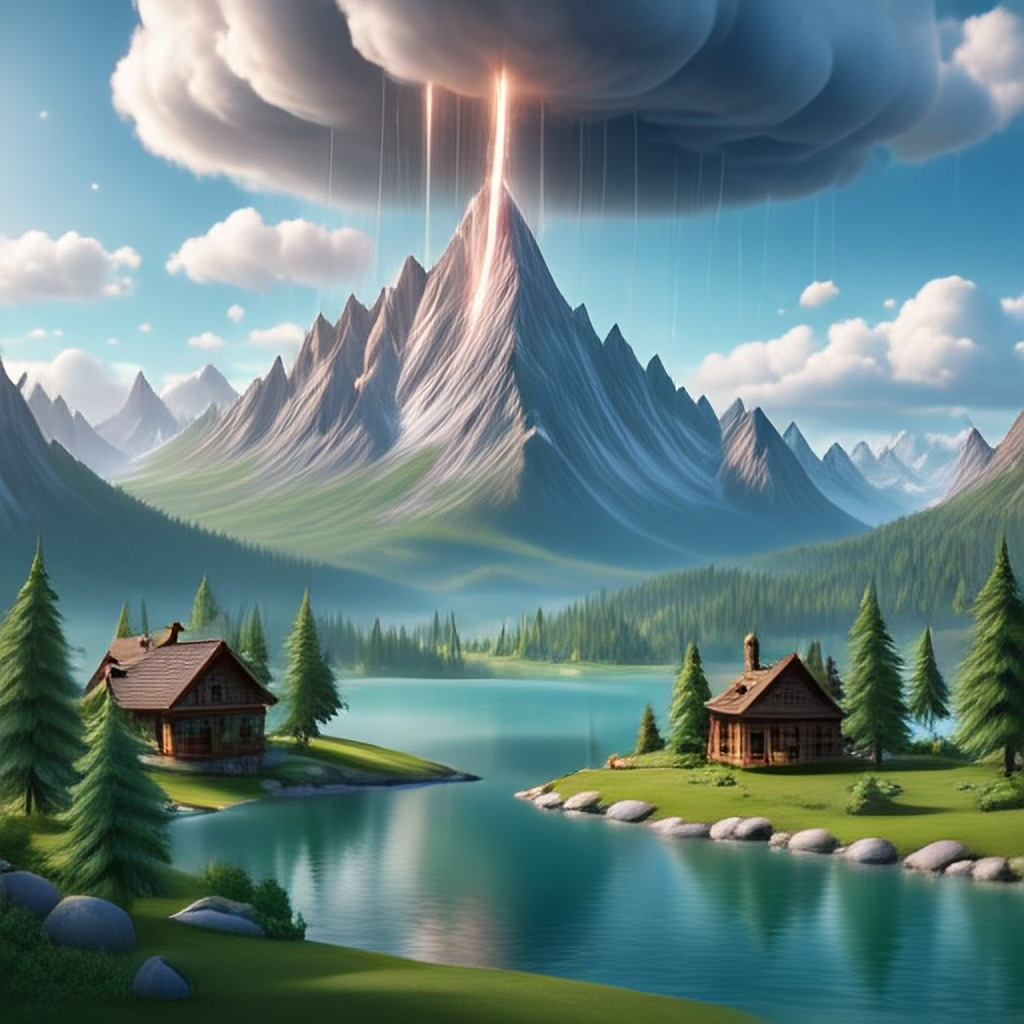
Ett exempel på en bild genererad med appen Image Playground, en del av Apple Intelligence.

Apple Intelligence kan användas för att skapa bilder direkt på enheten med hjälp av appen Image Playground. På liknande sätt som OpenAI:s DALL-E kan den generera bilder med hjälp av AI, där användaren skriver in fraser eller beskrivningar för att skapa en bild i olika anpassningsbara stilar, såsom Animering och Skiss. kan användare nå Image Playground på iPad, MacOS och iPhone genom verktyget Image Wand, som finns i Apple Pencils verktygspalett. Grova skisser gjorda med Apple Pencil kan omvandlas till bilder.

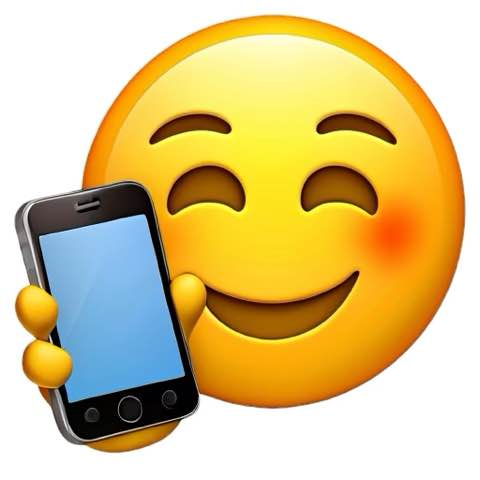
Ett exempel på en genmoji skapad med Apple Intelligence

Med hjälp av Apple Intelligences text-till-bild-modeller kan användare skapa egna bilder som kallas ”Genmoji” genom att skriva in beskrivningar. Användare kan också välja ut personer på foton och skapa Genmoji-bilder som liknar dem. Precis som vanliga emojier kan Genmojier användas direkt i textmeddelanden, som reaktioner (tapbacks), som klistermärken och genom att delas i Meddelanden eller i appar från tredje part – antingen som inbäddade meddelanden eller som klistermärken.

### Omarbetad Siri
Apples virtuella assistent Siri har tack vare Apple Intelligence uppdaterats med nya förbättrade funktioner. Den senaste versionen har ett uppdaterat användargränssnitt, bättre förståelse för naturligt språk och möjlighet att interagera via text. Det går att skriva till Siri genom att dubbeltrycka på hemfältet utan att först aktivera funktionen i inställningarna för Hjälpmedel, eller genom att dubbelklicka på kommandotangenten på macOS.
I en kommande uppdatering[när?] förväntas Apple Intelligence även ge Siri förmågan att använda personlig kontext från aktiviteter på enheten för att besvara frågor.

### Appen Mail
Apple Intelligence lägger till en funktion som kallas Prioriterade meddelanden i appen Mail. Den visar brådskande mejl, till exempel inbjudningar för samma dag eller boardingkort, tillsammans med AI-genererade sammanfattningar av mejlets innehåll. Mail-appen får också förmågan att automatiskt sortera inkommande mejl i kategorierna Primärt, Transaktioner, Uppdateringar och Erbjudanden, beroende på vad mejlet handlar om. Enligt Apple sker hela sorteringen direkt på enheten.

### Appen Bilder
Apples app Bilder innehåller en funktion för att skapa personliga minnesfilmer samt förbättrade sökmöjligheter. Användaren kan beskriva en berättelse, och med hjälp av Apple Intelligence väljer appen ut passande bilder, videoklipp och musik.
Med verktyget ”Rensa upp” i Bilder-appen kan man också ta bort störande objekt från bilder. Apple Intelligence identifierar föremål i bakgrunden och låter användaren ta bort dem med ett tryck, en penselrörelse eller genom att ringa in dem. Materialet organiseras sedan till en film med en berättande struktur baserad på igenkända teman.
Användaren kan dessutom söka efter specifika bilder eller videor med hjälp av beskrivningar eller nyckelord. Apple Intelligence kan även hitta särskilda ögonblick i längre videoklipp.

### Notiser
Med hjälp av funktionen Notissammanfattning kan Apple Intelligence sammanfatta aviseringar från meddelandeappar och grupper av aviseringar från andra appar, så att användaren slipper läsa igenom stora mängder notiser. Ett nytt fokusläge introduceras som tystar aviseringar som bedöms vara oviktiga, samtidigt som viktiga aviseringar släpps igenom.

### Visual Intelligence
På iPhone 16 och iPhone 16 Pro (eller senare modeller) kan användare hålla ned Kamerakontroll-knappen för att ta en bild av ett föremål, som sedan kan skickas till ChatGPT eller eftersökas via Google. Bilden som tas sparas inte på enheten, och enligt Apple har de inte heller tillgång till bilden. Funktionen är tänkt att hjälpa användare att snabbt få mer information om saker de ser. Med början i iOS 18.4 blev samma funktion även tillgänglig på iPhone 15 Pro, iPhone 15 Pro Max och iPhone 16e, antingen via snabbknappen eller genom Kontrollcenter.

### ChatGPT-integration

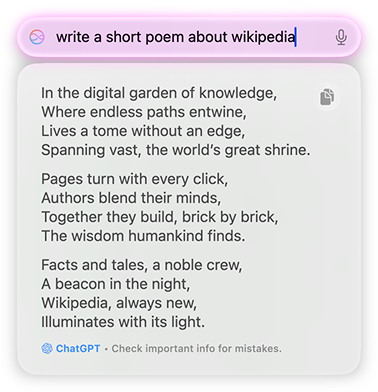
ChatGPT integrerat i Siri, Apples virtuella assistent

Som ett resultat av Apples samarbete med OpenAI innehåller Apple Intelligence även en systemomfattande integration med ChatGPT. Det innebär att Siri kan avgöra när vissa mer komplexa användarförfrågningar ska skickas vidare till ChatGPT. Denna integration drivs av GPT-4o. ChatGPT-integrationen är som standard valbar, och användaren får en förfrågan innan någon data eller några bilder skickas till ChatGPT:s servrar. När förfrågningar skickas till OpenAI döljs även användarens IP-adress.
Att använda ChatGPT-funktionerna är gratis för alla användare och kräver ingen inloggning. Däremot får man bara ett begränsat antal GPT-4o-förfrågningar, och därefter växlar systemet över till en mindre kraftfull GPT-modell. Användare med ett betalt ChatGPT-abonnemang kan logga in för att få tillgång till fler förfrågningar med GPT-4o och ytterligare funktioner direkt i hela systemet. Apple har också meddelat att man i framtiden planerar att integrera fler AI-modeller, till exempel Google Gemini.

## Utveckling

### Bakgrund
Apple började implementera funktioner för artificiell intelligens i sina produkter redan 2011, då programvaran Siri lanserades tillsammans med iPhone 4S. Under åren efter lanseringen arbetade Apple aktivt för att hålla sina AI-satsningar hemliga. Enligt Trevor Darrell, professor vid University of California, Berkeley, avskräckte denna sekretess många doktorander från att söka sig till företaget. År 2015 började Apple bygga ut sitt AI-team, och man öppnade upp sin verksamhet genom att publicera fler vetenskapliga artiklar och gå med i forskningsnätverk inom AI-industrin. Enligt uppgifter köpte Apple fler AI-bolag mellan 2016 och 2020. I samband med lanseringen av iPhone 8 och IPhone X år 2017 introducerade Apple processorn A11 Bionic som innehöll företagets första specialdesignade Neural Engine för att snabba upp vanliga uppgifter inom maskininlärning. Trots dessa investeringar fick Siri kritik, både från teknikrecensenter och internt inom Apple, för att ligga efter andra AI-assistenter på marknaden.
Den snabba utvecklingen inom generativ AI och lanseringen av ChatGPT i slutet av 2022 ska ha överraskat Apples ledning och tvingat företaget att omprioritera och satsa mer intensivt på AI. I en intervju med Good Morning America sade Apples vd Tim Cook att generativ AI har ”stor potential”, men också vissa risker, och att Apple “följer ChatGPT noggrant”. I juli 2023 rapporterades det att Apple utvecklade en stor intern språkmodell (LLM), med kodnamnet Ajax. I oktober 2023 kom uppgifter om att Apple låg i fas med att släppa nya generativa AI-funktioner i sina operativsystem under 2024, inklusive en kraftigt omarbetad version av Siri. Under en resultatsredovisning i februari 2024 uppgav Tim Cook att företaget lade ner ”enormt mycket tid och ansträngningar” på AI-funktioner som skulle presenteras senare samma år.

### Tidslinje för utgivning
| iOS- och iPadOS-version | macOS-version | Datum            | Apple Intelligence-funktioner |
| ----------------------- | ------------- | ---------------- | --- |
| 18.1                    | 15.1          | 28 oktober 2024  | - Skrivverktyg (endast korrekturläsning, sammanfattning och omskrivning) - Siri (nytt utseende, skriv till Siri, bättre endast med kontext) - Smarta svar - Aviseringssammanfattning - Fotorensning och minnesskapare - Fokusläge för minskade avbrott |
| 18,2                    | 15.2          | 11 december 2024 | - Fler skrivverktyg (skriv, beskriv ändringar med ChatGPT) - Image Playground-appen - Image Wand - Siri (endast ChatGPT-integration) - E-postkategorisering (iPhone) - Genmoji (endast iPhone och iPad) - Visual Intelligence (iPhone 16 och 16 Pro eller senare) |
| 18.4                    | 15.4          | 31 mars 2025     | - Utökat språkstöd (kinesiska, engelska (Indien), engelska (Singapore), franska, tyska, italienska, japanska, koreanska, portugisiska, spanska, vietnamesiska) - Prioriterade aviseringar - E-postkategorisering (iPad och Mac) - Image Playground 'Skiss' - Visual Intelligence (iPhone 15 Pro/Pro Max och iPhone 16e) |
| 26                      | 26            | september 2025   | - Direktöversättning i Meddelanden, FaceTime och samtal (inte specifierat mellan vilka språk) - Förbättrad Genmoji (kombinerar befintliga emojier med ChatGPT-integration) - Förbättrad Visual Intelligence (stöd för skärmdumpar, integration med andra appar, ställ frågor via ChatGPT) - Förbättrad Image Playground (fler stilar med ChatGPT-integration) - Apple Intelligence-åtgärder i Genvägar - Träningskompis för Apple Watch - Foundation Models Framework för utvecklare |

## Enheter som stöds
Alla Mac-datorer och iPad-modeller med ett Apple-siliconchip i M-serien har stöd för Apple Intelligence när de kör macOS 15.1 respektive iPadOS 18.1 eller senare. Även iPhone- och iPad-enheter med A17 Pro-chip eller nyare stöds från och med iOS 18.1. Apple uppger att den mindre kraftfulla Neural Engine i äldre chip saknar kapacitet för Apple Intelligence Analytikern Ming-Chi Kuo menar dessutom att ram-kraven för den lokala AI-modellen hindrar Apple Intelligence från att köras på äldre iPhone-modeller. Den 31 mars 2025 infördes Apple Intelligence också på Apple Vision Pro i och med lanseringen av visionOS 2.4.
Apple Intelligence kan inte användas på Mac-datorer om operativsystemet är startat från en extern hårddisk. Det finns dock sätt att kringgå denna begränsning.

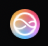
MacOS Apple Intelligence Siri-logotyp

### Mac-datorer
- MacBook Air (M1, 2020) eller senare
- MacBook Pro (M1, 2020) eller senare
- Mac Mini (M1, 2020) eller senare
- Mac Pro (M2 Ultra, 2023)
- Mac Studio (M1 Max/Ultra, 2022) eller senare
- iMac (M1, 2021) eller senare

### iPadar
- iPad Pro (M1, 5:e generationen, 2021) eller senare
- iPad Air (M1, 5:e generationen, 2022) eller senare
- iPad mini (A17 Pro, 7:e generationen, 2024) eller senare

### iPhones
- iPhone 15 Pro och 15 Pro Max eller senare
- iPhone 16e, 16 och 16 Plus eller senare

### Apple Vision Pros
- Apple Vision Pro

## Mottagning

### Kritikernas respons
Apple Intelligence fick blandade recensioner vid lanseringen. Allison Johnson från The Verge kallade lanseringen ”en besvikelse” men lyfte fram att vissa funktioner, som sammanfattning av aviseringar i bedömningen ”något mer lovande”.

### Kontrovers om nyhetssammanfattning
I december 2024 skickade BBC in ett klagomål till Apple angående funktionen för notissammanfattningar, efter att den felaktigt hade påstått att BBC:s nyhetsapp rapporterat att Luigi Mangione – som nyligen gripits efter skjutningen av UnitedHealthcares VD Brian Thompson  – hade tagit sitt liv. I januari 2025 följde BBC upp med fler exempel på felaktiga sammanfattningar av deras artiklar. Bland annat påstods det att Luke Littler hade vunnit världsmästerskapet i dart (PDC World Darts Championship) flera timmar innan finalen ens hade spelats – även om han sedermera vann. En annan notis hävdade att ”den brasilianske tennisspelaren” Rafael Nadal hade kommit ut som homosexuell, trots att Nadal är spanjor och artikeln i själva verket handlade om den brasilianska spelaren João Lucas Reis da Silva.
Som svar på kritiken förklarade en talesperson för Apple att alla funktioner i Apple Intelligence fortfarande befann sig i betafas och att de förbättrades löpande. Användare uppmuntrades att skicka in återkoppling om sammanfattningarna gav oväntade resultat. I den betaversion av iOS 18.3 som släpptes därefter inaktiverades funktionen för notissammanfattningar för alla nyhetsappar, och ett förtydligande lades till i appen Inställningar med varningen att sammanfattningar ”kan innehålla fel”.

### Rättegång om försenad lansering av Apple Intelligence
Den 19 mars 2025 lämnades en federal stämning in till distriktsdomstolen i San Jose i Kalifornien, med anklagelser om falsk marknadsföring och oschysst konkurrens i samband med den försenade lanseringen av vissa funktioner i Apple Intelligence. I stämningen hävdades att Apples reklam för Apple Intelligence ”genomsyrade internet, tv och andra medier för att skapa en tydlig och rimlig förväntan hos konsumenterna om att dessa omvälvande funktioner skulle vara tillgängliga vid lanseringen av iPhone.”
Stämningen fortsatte: ”Detta skapade ett marknadsintresse utan motstycke – till och med för Apple – vilket företaget var fullt medvetet om, som en del av dess pågående strategi att övertala konsumenter att uppgradera till högt pris och särskilja sig från konkurrenter som anses leda AI-kapplöpningen.” I stämningsansökan hävdas att ”Apple vilselett miljontals konsumenter att köpa nya telefoner de inte behövde, baserat på funktioner som inte existerar, i strid med flera lagar om falsk marknadsföring och konsumentskydd.” Stämningen beskrev också Apples ”genomträngande marknadsföringskampanj” som ”byggd på en lögn”.